# Alfred Dregger

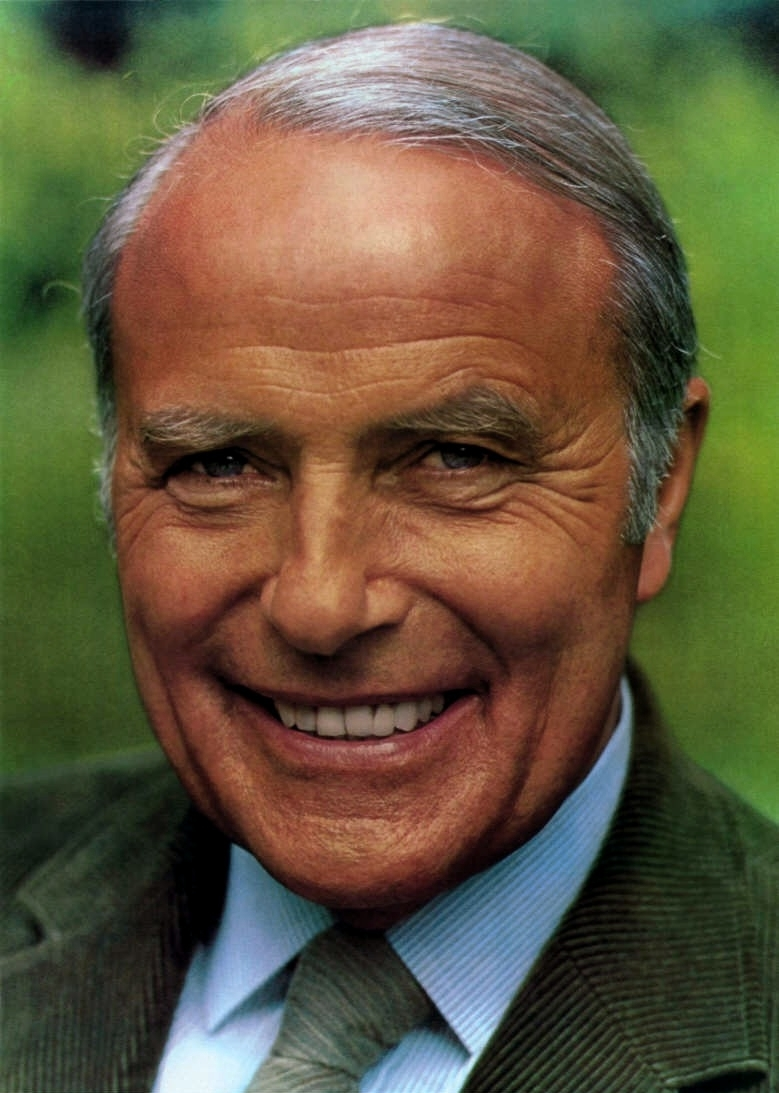
Alfred Dregger (1982)

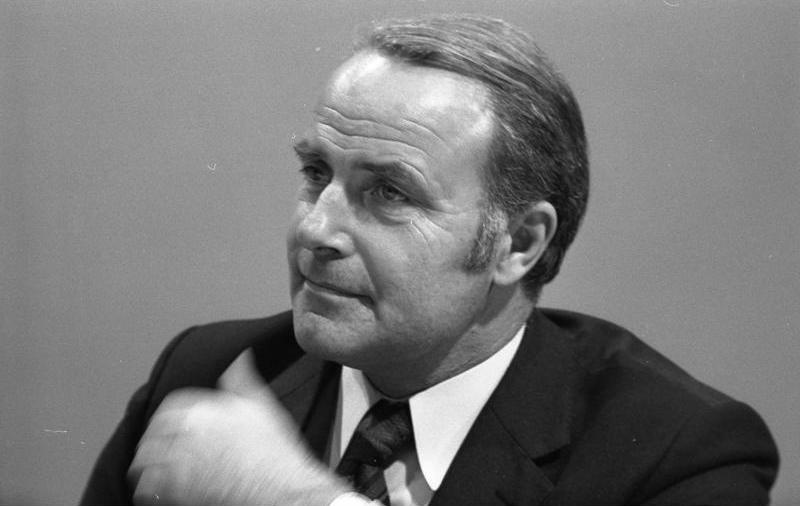
Alfred Dregger (1973)

Alfred Dregger (* 10. Dezember 1920 in Münster; † 29. Juni 2002 in Fulda) war ein deutscher Politiker der CDU und war von 1956 bis 1970 Oberbürgermeister von Fulda und von 1982 bis 1991 Vorsitzender der CDU/CSU-Bundestagsfraktion.

## Leben

### Ausbildung und Beruf
Alfred Dregger besuchte von 1927 bis 1931 die Volksschule in Westönnen und anschließend das Marien-Gymnasiums Werl (ab 1937 Deutsche Oberschule für Jungen).
Dregger wurde 1939 zur Wehrmacht einberufen. Zum 1. September 1940 trat er der NSDAP bei (Mitgliedsnummer 7.721.518), was er selbst verschwieg und erst nach seinem Tod bekannt wurde. Bis Kriegsende diente er als Soldat, zuletzt als Hauptmann und Bataillonskommandeur.
Dregger begann 1946 ein Studium der Rechts- und Staatswissenschaften in Tübingen und Marburg, welches er 1949 mit dem Ersten Juristischen Staatsexamen abschloss. 1953 absolvierte er die Zweite Juristische Staatsprüfung. Bereits 1950 war er mit einer Arbeit über das Thema Haftungsverhältnisse bei der Vorgesellschaft. Die Rechtswirkungen der für AG, GmbH, Genossenschaft und Verein vor der Registereintragung vorgenommenen Rechtshandlungen zum Dr. jur. promoviert worden. Von 1954 bis 1956 war er als Referent tätig, zunächst beim Bundesverband der Deutschen Industrie und dann beim Deutschen Städtetag. Von 1970 bis 1983 war er Vorstandsmitglied bei der Überlandwerk Fulda AG.

### Partei
Dregger war Mitglied der CDU und von 1967 bis 1982 der Landesvorsitzende der CDU Hessen. Als solcher war er insgesamt viermal Spitzenkandidat seiner Partei. Es gelang ihm, den Stimmenanteil der CDU, der bei Amtsantritt 1967 nur 26,4 % betragen hatte, in wenigen Jahren auf 47,5 % (1974) zu steigern. Dennoch gelang es der CDU unter seinem Vorsitz weder gegen Albert Osswald (1970 und 1974) noch gegen Holger Börner (1978 und 1982), eine Regierungsmehrheit zu erlangen. 1969 wurde er außerdem Mitglied im Bundesvorstand und war von 1977 bis 1983 stellvertretender Bundesvorsitzender der CDU. Dregger war prominenter Vertreter des nationalkonservativen Flügels der CDU, allgemein auch „Stahlhelmer“ genannt.

### Abgeordneter

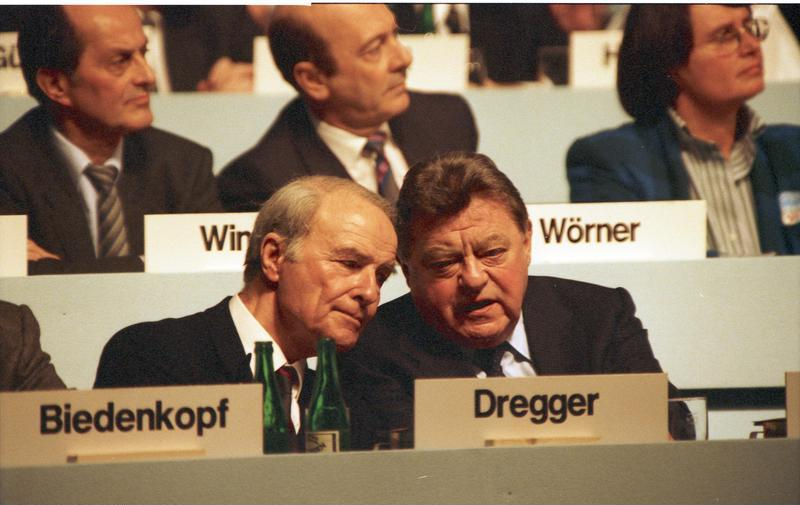
Alfred Dregger (links), 1987 mit Franz Josef Strauß auf einer Wahlkampfveranstaltung

Von 1962 bis 1972 war Dregger Mitglied des Hessischen Landtages, von 1972 bis 1998 war er Mitglied des Deutschen Bundestages. Hier wurde Dregger sofort Mitglied im Vorstand der CDU/CSU-Bundestagsfraktion. 1976 wurde er zum stellvertretenden Vorsitzenden und nach der Wende in Bonn im Oktober 1982 als Nachfolger des zum Bundeskanzler gewählten bisherigen Amtsinhabers Helmut Kohl zum Vorsitzenden der CDU/CSU-Bundestagsfraktion gewählt. Dieses Amt behielt Dregger bis November 1991. Sein Nachfolger wurde der bisherige Bundesinnenminister Wolfgang Schäuble.
Alfred Dregger war bei der Bundestagswahl 1972 noch über die Landesliste Hessen und danach stets als direkt gewählter Abgeordneter des Wahlkreises Fulda in den Deutschen Bundestag eingezogen. Zuletzt erreichte er bei der Bundestagswahl 1994 55,1 % der abgegebenen Erststimmen.
Sein Büroleiter Günter Reichert war von 1992 bis 1998 Präsident der Bundeszentrale für politische Bildung.
Nach dem Tod von Willy Brandt 1992 (bis 1994) sowie nach der Mandatsniederlegung von Stefan Heym 1995 (bis 1998) war er der älteste Abgeordnete des Bundestages. Obwohl gesundheitlich schon sehr geschwächt, wollte Dregger 1998 noch einmal in den Deutschen Bundestag einziehen, um als Alterspräsident die erste Sitzung zu eröffnen. Erst nach monatelangen innerparteilichen Querelen zog er seine Kandidatur zurück. Sein Nachfolger als Wahlkreisabgeordneter wurde Martin Hohmann.

### Öffentliche Ämter
Von 1956 bis 1970 war Dregger Oberbürgermeister von Fulda. 1970 wurde er Ehrenbürger der Stadt Fulda.

### Familie
Alfred Dregger wurde in Münster als Sohn eines Verlagsdirektors geboren. Sein Vater Alfred Dregger sen., geboren in Günne (Möhnesee), war als Wehrmachtsoffizier vor dem Krieg beim Reichswehrersatzamt in Soest tätig. Seine Mutter Anna Dregger, geb. Sasse, stammte aus einer Westönner Bauernfamilie. Seine Jugend verbrachte Alfred Dregger zeitweise im Haus seiner Eltern in Werl-Westönnen (Am Börn). Sein Bruder wird seit dem Zweiten Weltkrieg an der Ostfront vermisst. Alfred Dregger heiratete 1952. Mit seiner Ehefrau Dagmar, einer Diplomvolkswirtin, hatte er drei Kinder; der älteste Sohn Wolfgang starb 1972 bei einem Verkehrsunfall.
Sein Sohn Burkard war von 2018 bis 2021 CDU-Fraktionsvorsitzender im Abgeordnetenhaus von Berlin und ist seit seinem parlamentarischen Wiedereinzug 2023 innenpolitischer Sprecher der Fraktion.

## Positionen
Alfred Dregger war in seiner Zeit als aktiver Politiker der prominenteste Vertreter des nationalkonservativen Flügels der CDU.

### Sicherheitspolitik
Innerhalb der Europäischen Gemeinschaften forderte er eine Europäische Sicherheitsunion als starken europäischen Pfeiler der NATO. Die von ihm formulierte Sicherheitspolitik diente der Erhaltung des Friedens mit immer weniger Waffen, schloss also gleichgewichtige Abrüstungspolitik ein. Insbesondere wandte er sich gegen atomare Sonderbedrohungen der Bundesrepublik Deutschland, weil „Deutschland atomar nicht verteidigt, aber zerstört“ werden könne. Er drängte deshalb auf die Abrüstung sowohl der sowjetischen Mittelstreckenraketen wie auch auf den Verzicht Frankreichs auf die Kurzstreckensysteme Hadès und Pluton.

### Linksterrorismus und Radikalenerlass
In den 1970er-Jahren war Dregger ein vehementer Befürworter der Durchsetzung des Radikalenerlasses; andernfalls wäre nach seiner Auffassung ein Verbot der DKP geboten. Während des Deutschen Herbstes 1977 hatte Dregger die Einrichtung eines „Terroristen-Jagdkommandos“ gefordert, das „freigestellt von bürokratischen Einwirkungen“ sein müsse.

### Bewertung des Zweiten Weltkriegs
Dregger wurden Uneinsichtigkeit und historische Ignoranz vorgeworfen, vor allem in Bezug auf die Rolle der Wehrmacht im Nationalsozialismus. Als Vorsitzender der CDU/CSU-Fraktion im Bundestag erklärte er, dass Hitlers Angriff auf die Sowjetunion nicht grundsätzlich falsch gewesen, allerdings bedauerlicherweise als Eroberungs- anstatt Befreiungskrieg konzipiert worden sei. Er setzte sich für die Freilassung deutscher Kriegsverbrecher, wie Ferdinand aus der Fünten und Franz Fischer, ein. Die Wanderausstellung Die Verbrechen der Wehrmacht 1941–1944 nannte er einen „Angriff auf Deutschland“. Dregger war einer der Unterzeichner des von den Journalisten Klaus Rainer Röhl, Heimo Schwilk und Ulrich Schacht sowie dem Historiker Rainer Zitelmann initiierten Aufrufs „Gegen das Vergessen“ am 8. Mai 1995, in dem der Begriff der „Befreiung“ für das Kriegsende durch die Alliierten als „einseitig“ in Frage gestellt wurde. Die Flucht und Vertreibung Deutscher aus den deutschen Ostgebieten nannte Dregger in einen Interview mit dem Spiegel eine „der grausamsten und größten Massenvertreibungen der Weltgeschichte“, die „nicht allein durch den Hinweis auf Hitler erklärt und gerechtfertigt werden“ kann.

### Wehrmachtsausstellung
Dregger setzte sich für eine „Normalisierung“ des Geschichtsbewusstseins in Deutschland ein. Dieses viel kritisierte Engagement zielte auf eine partielle Relativierung der nationalsozialistischen Verbrechen und eine Fokusverlagerung hin zu einer positiven nationalen Identität in Deutschland. Dementsprechend klagte Dregger einen „elementaren Patriotismus“ gegenüber der seiner Ansicht nach vorherrschenden Geschichtslosigkeit und Rücksichtslosigkeit gegenüber der eigenen Nation in Deutschland ein. Sein Ziel war eine „nationale Regeneration“ gegenüber der von ihm in der Form kritisierten „Vergangenheitsbewältigung“. Seine Suche nach identifikationsträchtigen Aspekten des Zweiten Weltkrieges war dann auch die Ursache für seine Kritik an der Wanderausstellung Die Verbrechen der Wehrmacht 1941–1944, die den Mythos der „sauberen Wehrmacht“ zerstörte.
Die Kritik Dreggers an der Ausstellung war laut seinem Biografen insofern gerechtfertigt, als dass die Ausstellung zahlreiche sachliche Mängel enthalten hätte. So war ein kleiner Teil der Bilder mit falscher Beschriftung veröffentlicht worden. Eine Historikerkommission stellt jedoch fest, dass „die Grundaussagen der Ausstellung über die Wehrmacht und den im ‚Osten’ geführten Vernichtungskrieg der Sache nach richtig“ seien.

## Veröffentlichungen
- Freiheit in unserer Zeit. Reden und Aufsätze. Herbig, München 1980.
- Der Preis der Freiheit. Sicherheitspolitik im geteilten Europa. Universitas-Verlag, München 1985, ISBN 3-8004-1134-2.
- Der Vernunft eine Gasse. Politik für Deutschland. Reden und Aufsätze. Universitas-Verlag, München 1986, ISBN 3-8004-1132-6.
- Einigkeit und Recht und Freiheit. Beiträge zur deutsch-europäischen Einheit. Universitas-Verlag, München 1993, ISBN 3-8004-1283-7.
- Dilemma der Frontsoldaten. Gegen die zynische Einseitigkeit der Nationalmasochisten. in Junge Freiheit 95/15, S. 2.
- Mein Blick nach vorn. Naumann, Würzburg 2000, ISBN 3-88567-084-4.

## Auszeichnungen

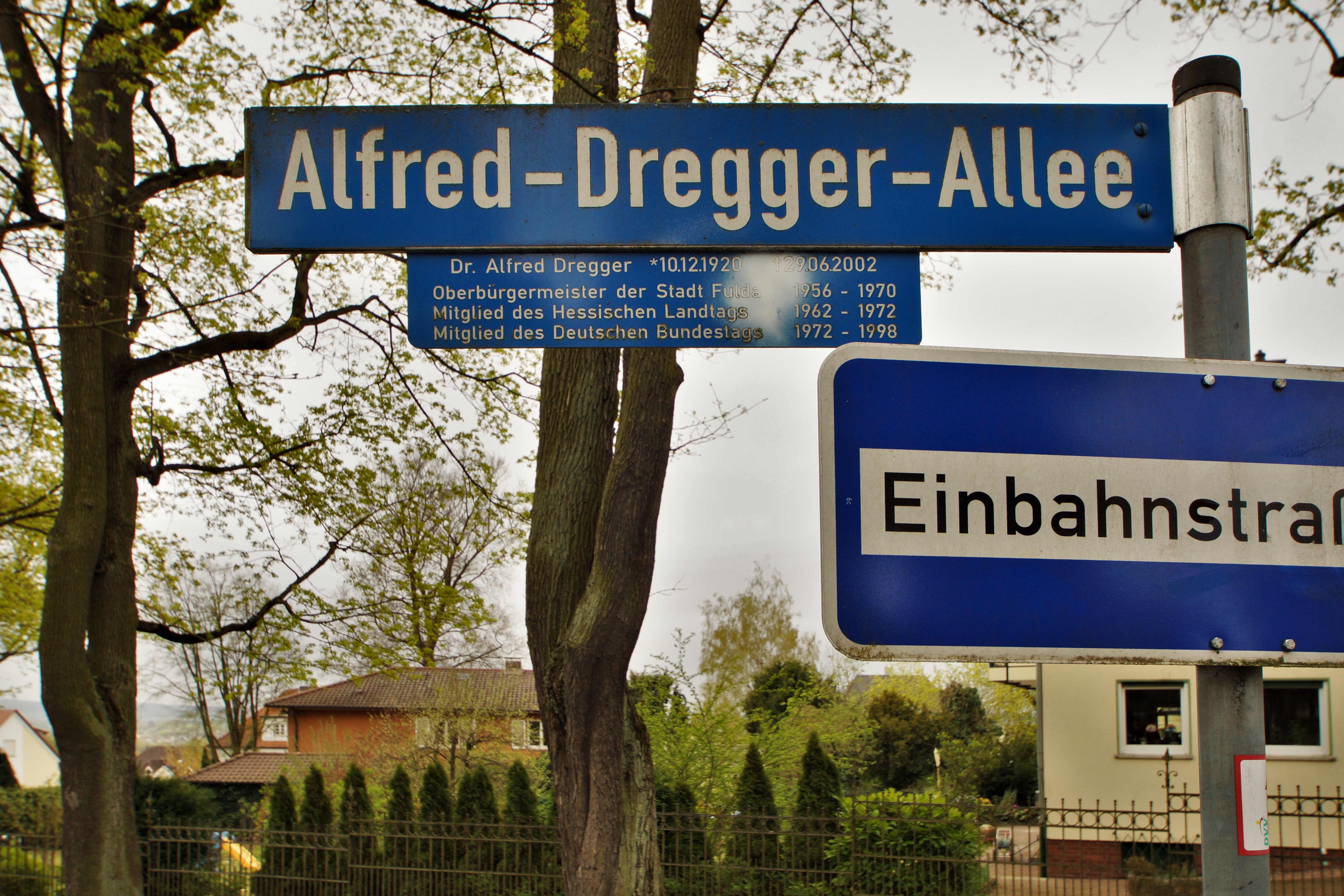
Alfred-Dregger-Allee in Fulda mit seinem Wohnhaus im Hintergrund

- 1970: Bundesverdienstkreuz 1. Klasse
- 1970: Ehrenbürger von Fulda
- 1977: Großes Bundesverdienstkreuz
- 1980: Großes Bundesverdienstkreuz mit Stern
- 1984: Großes Bundesverdienstkreuz mit Stern und Schulterband
- 1985: Großkreuz des Bundesverdienstkreuzes
- 1985: Ehrenplakette des Bundes der Vertriebenen
- 1989: Schlesierschild
- 1990: Konrad-Adenauer-Preis der Deutschland-Stiftung (Freiheitspreis)

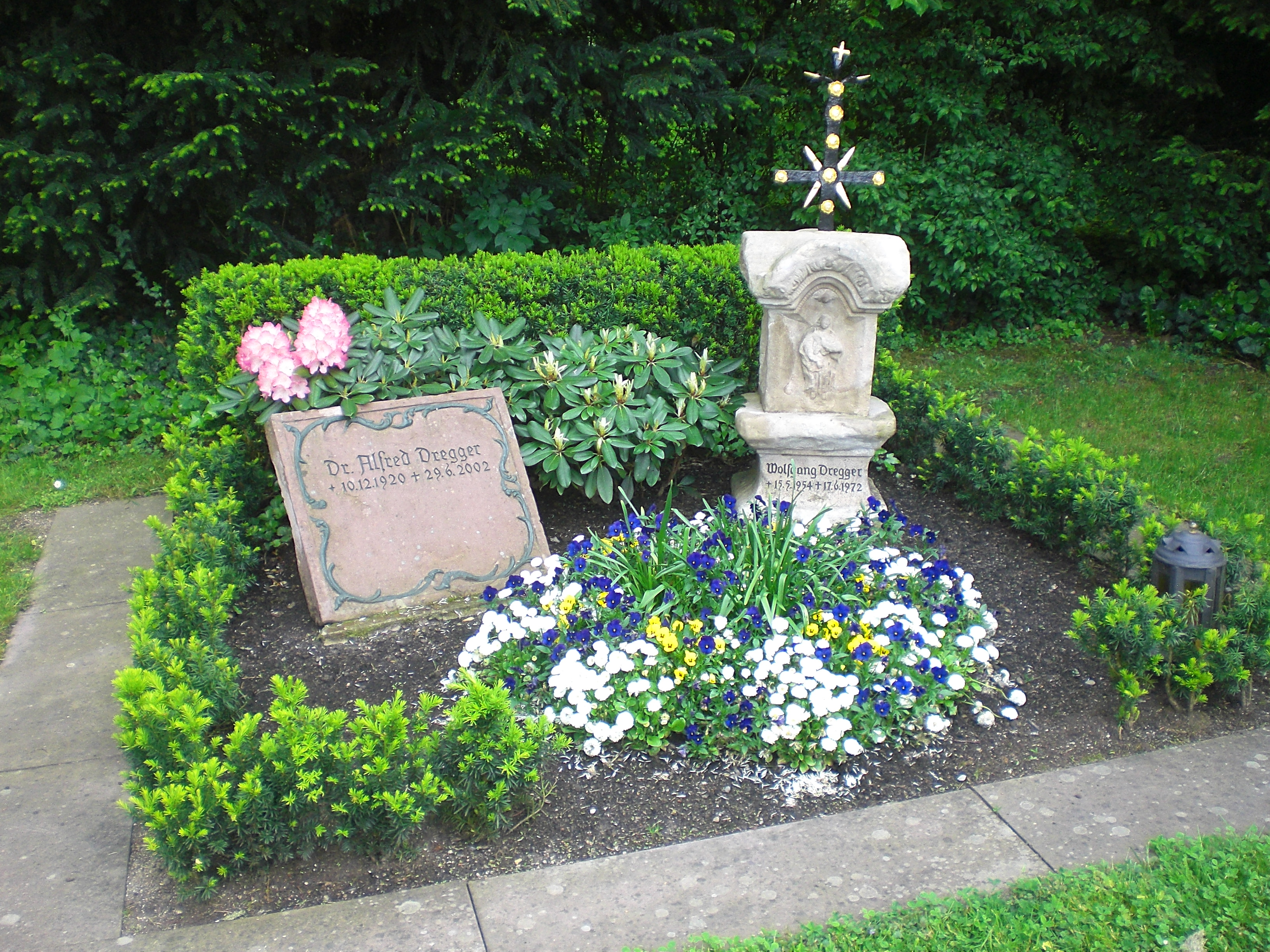
Ehrengrab von Alfred Dregger in Fulda, Friedhof Frauenberg

Nach einem Antrag der Jungen Union und Beschluss des Landesparteitages im Jahre 2007 trägt die Landesgeschäftsstelle der hessischen CDU in Wiesbaden seit dem 20. August 2010 den Namen Alfred-Dregger-Haus.
Eine Straße, die an seinem ehemaligen Wohnhaus in Fulda vorbeiführt, wurde in Alfred-Dregger-Allee umbenannt.
Seit 2013 wird die Alfred-Dregger-Medaille durch den CDU-Landesverband Hessen verliehen.
Sein Ehrengrab befindet sich auf dem Friedhof Frauenberg.